# Original Design Manufacturer
Un fabricant de disseny original (ODM) és una empresa que dissenya i fabrica un producte que, finalment, és remarcat per una altra empresa per a la venda. Aquestes empreses permeten que l'empresa propietaria o llicència de la marca produeixi productes sense haver de dedicar-se al treball d'enginyeria de detall necessari per especificar un producte per a la fabricació ni a l'organització i funcionament d'una fàbrica. (Els productes ODM poden ser el negoci principal del propietari de la marca o poden ser un complement d'una altra línia de negoci, com ara la venda al detall general). Això contrasta amb l'ús d'un fabricant contractat, on l'empresa contractant dissenyaria el producte i subministraria aquestes especificacions al fabricant.
Els fabricants de dissenys originals han crescut en mida en els últims anys i, A 2015, molts tenen l'escala per gestionar la producció interna dels productes marcats per l'empresa compradora.
Aquest model s'utilitza especialment en el comerç internacional, on un fabricant local de dissenys originals s'utilitza per produir béns per a una empresa estrangera que veu algun avantatge en la transacció, com ara baixes aportacions de mà d'obra, enllaços de transport o proximitat als mercats. Les tecnologies innovadores i/o patentades desenvolupades/propietat del fabricant del disseny original són una altra de les causes d'aquest model de distribució de productes. També s'utilitzen models de fabricants de disseny originals quan les lleis de propietat local possiblement prohibeixen la propietat directa dels actius per part d'estrangers, permetent que una empresa local produeixi per a una empresa de marca, ja sigui per al mercat nacional o per a l'exportació.
Aquest tipus de negoci forma part de l'"outsourcing". Per exemple: Compal Electronics fa ordinadors portàtils i monitors, i opera com a productor massiu de nombroses empreses de marca, amb l'assistència de baixos costos laborals, de transport a baix cost i de la naturalesa propera a la mercaderia dels inputs físics (en el cas de Compal, ordinadors). components). A 2011, els fabricants de disseny original taiwanesos van fabricar el noranta-quatre per cent de tots els ordinadors portàtils. Algunes empreses com Flex i Wistron són fabricants de dissenys originals i proveïdors de serveis de fabricació d'electrònica.